# Christophe Andrade Brites
Christophe Andrade Brites (* 8. Juni 2007) ist ein luxemburgischer Fußballspieler. 

## Karriere

### Verein
Seit 2015 war Andrade Brites in den Jugendmannschaften des F91 Düdelingen aktiv und stand ab dem Sommer 2024 auch im Kader der 1. Mannschaft in der heimischen BGL Ligue. Ohne dort ein Pflichtspiel im Seniorenbereich absolviert zu haben, wechselte er zur Saison 2025/26 weiter bei den Ligarivalen Jeunesse Esch.

### Nationalmannschaft
Nach diversen Einsätzen in den Jugendauswahlen Luxemburgs debütierte Andrade Brites als 17-Jähriger am 5. September 2024 in der UEFA Nations League gegen Nordirland (0:2) für die luxemburgische A-Nationalmannschaft. Dort wurde er im Windsor Park von Belfast in der 74. Minute für Eric Veiga eingewechselt. 